# Himmelska Serbien
Himmelska Serbien (serbisk kyrilliska: Небеска Србија; latinska: Nebeska Srbija; kyrkslaviska: Небє́снаѧ Сербїѧ) är en term från den Serbisk-ortodoxa kyrkan och brukade nämnas under predikningar, men kan också förknippas med serbisk nationalism.